# Stanisław Łaski

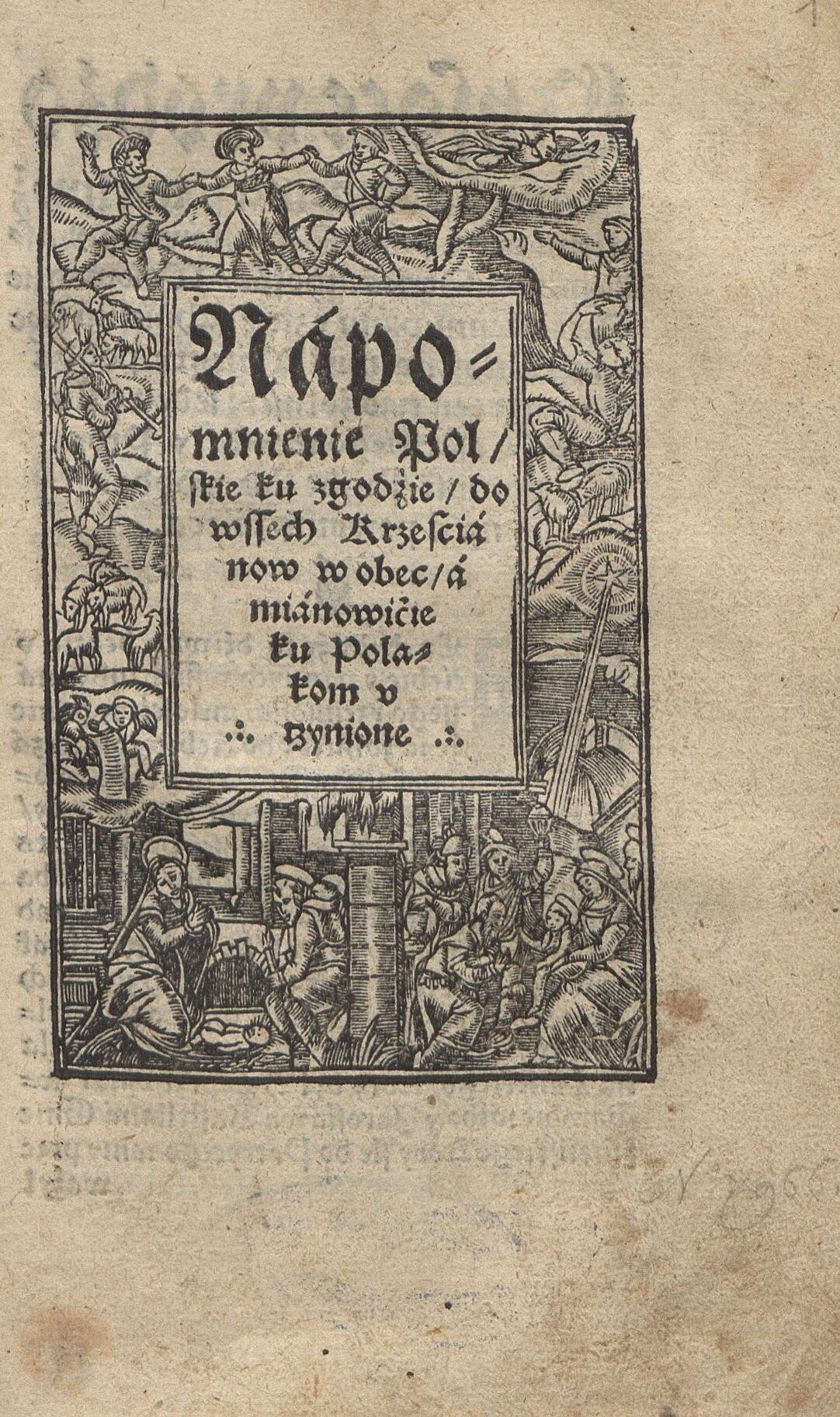
Napomnienie polskie ku zgodzie do wszech krześcianów wobec, a mianowicie ku Polakom uczynione, po 1545

Stanisław Łaski, inne formy nazwiska: Stanislaus a Lasco, a Lasky, Stanisław z Łaska, Stanislaus von Strickenhoff, Stanisław ze Strykowa, pseud. Walenty Poddany, Walenty poddany [Jego Królewskiej Mości], Stanisław (ur. ok. 1500, zm. przed 24 lipca 1550) – polski publicysta, mówca, wojewoda sieradzki, teoretyk wojskowości, podróżnik i dyplomata.

## Życiorys
Syn Jarosława, późniejszego wojewody sieradzkiego, i Zuzanny z Bąkowej Góry. Był synowcem prymasa Jana Łaskiego, a bratem Jana Łaskiego, reformatora, i Hieronima (Jarosława). W latach 1516–1518 kształcił się wraz z braćmi w Paryżu. Około roku 1520 pielgrzymował do Ziemi Świętej, gdzie otrzymał godność rycerza jerozolimskiego. W 1524 odwiedzał Erazma z Rotterdamu, następnie przebywał przez 2 lata w Paryżu. Był dworzaninem Franciszka I, służył w wojsku francuskim, m.in. biorąc udział w bitwie pod Pawią w 1525 roku. W roku 1526 posłował od króla Francji do stanów czeskich, a w 1527 sprawował poselstwo od Jana Zapolyi do Francji i Anglii. W 1528 uczestniczył w wyprawie francuskiej na Neapol. Następnie towarzyszył bratu Hieronimowi w poselstwie do Stambułu. Po stronie Zapolyi walczył na Węgrzech w roku 1530 przeciwko Ferdynandowi. W roku 1531 powróciwszy do Polski, ożenił się z Beatą ze Sprowy Odrowążówną, siostrą Stanisława Odrowąża, małżonka Anny, księżnej mazowieckiej. Wkrótce został kasztelanem przemęckim, następnie po śmierci swego brata Hieronima w roku 1543, wojewodą sieradzkim. W roku 1539 posłował do elektora Joachima II, a w 1547 do Karola V jako ambasador na sejm Rzeszy w Augsburgu. W 1548 otrzymał od Zygmunta Augusta starostwo łęczyckie
Zwiedził Islandię, Ziemię Świętą, Grenlandię, Grecję, Afrykę Południową. Odbywał służbę poselską dzięki królowi Franciszkowi I Walezjuszowi, także z ramienia Zygmunta Starego, Franciszka I i Jana Zapolyi.

## Twórczość

### Ważniejsze pisma
- Napomnienie polskie ku zgodzie do wszech krześcianów wobec, a mianowicie ku Polakom uczynione, Kraków 1545, drukarnia M. Szarffenberg (wyd. pod pseud. Walenty Poddany), przedr. T. Wierzbowski, Warszawa 1896, Biblioteka Zapomnianych Poetów i Prozaików Polskich XVI–XVIII w., zeszyt 6; fragmenty przedr. J. Krzyżanowski Proza polska wczesnego Renesansu 1510–1550, Warszawa 1954, (autorstwo S. Łaskiemu przypisał T. Wierzbowski i A. Brückner, także M. Cytowska i J. Dabkowska-Kujko), polska adaptacja utworu Erazma z Rotterdamu w formie traktatu
- Oratio... ad Carolum V et proceres S. R. I. in comitiis Augustianis, 1547, wyd. J.C.Luenig Orationes procerum Europae, t. 1, Lipsk 1713, s. 353 (285)
- Innocentia Alberti I Prussiae ducis..., 1548, wyd. M. Lilienthal Erleutertes Preussen..., t. 5, Królewiec 1742, s. 37

### Listy i materiały
- Korespondencja z Zygmuntem I i Zygmuntem Augustem z lat 1547–1548, wyd. M. Malinowski: Wstęp do: S. Łaskiego... prace naukowe i dyploamtyczne, Wilno 1864; por.: "Trzy listy Zygmunta Augusta", Dziennik Warszawski 1827, t. 7, s. 79-80, (tu list od Zygmunta Augusta, dat. w Piotrkowie 2 lutego 1548); M. Baliński Pamiętniki o królowej Barbarze, żonie Zygmunta Augusta, cz. 1-2, Warszawa 1837; przedr. w książce Pisma historyczne, t. 1-2, Warszawa 1843
- Od Tranquillusa Andronicusa, dat. 17 czerwca 1530; od Erazma z Rotterdamu, Fryburg, 5 marca 1534; od F. Melanchtona dat. w maju 1534; wyd. T. Wierzbowski Materiały do dziejów piśmiennictwa polskiego, t. 1, Warszawa 1900, s. 39, 44-45
- Od S. Münstera, Bazylea, 6 kwietnia 1548, wyd. W. Konczyńska List Sebastiana Münstera do Stanisława Łaskiego, Kraków 1935, cz. 2; także wyd. 2 Kraków 1936, s. 2-7; przekł. polski tamże s. 8-11
- Dokumenty różne (dot. spraw majątkowych, przywileje królewskie, listy polecające) z lat 1531–1548, wyd. (niektóre w przekł. polskim) M. Malinowski: Wstęp do: S. Łaskiego... prace naukowe i dyplomatyczne, Wilno 1864
- Dokument dot. S. Łaskiego, rękopis w Państwowym Archiwum Głównym w Budapeszcie, Acta Publica, fasc. 31, nr 73, (wiad. podają: K. Lepszy, J. Tazbir "Poszukiwania naukowe na Węgrzech", Kwartalnik Historyczny 1957, nr 2, s. 278

### Utwory o autorstwie niepewnym
- Dialogus de Asiana diaeta vel potius de Piotrcoviensibus comitiis 1535 in mense decembri habitis (pamflet), wyd. K. Morawski "Andreae Cricii carmina", Kraków 1888, Corpus Antiquissimorum Poetarum Poloniae Latinorum, t. 3, (wraz z: A. Krzycki In vulgatam nuper quandam asianam diaetam... dialogus, oba dialogi w red. pełniejszej znajdowały się w rękopisach Biblioteki w Romanowie na Wołyniu, zob. T. Wierzbowski Jana Ostroroga Pamiętniki, Warszawa 1891, s. 24); przekł. polski: wyd. M. Malinowski S. Łaskiego... prace naukowe i dyplomatyczne, Wilno 1864, s. XLVII-XLIX; (autorstwo tego utworu ma dzielić S. Łaski ze Stanisławem Odrowążem, wojewodą podolskim; autorstwo Łaskiemu przypisał M. Malinowski, za nim: A. Brückner, K. Estreicher, K. Morawski; według W. Zakrzewskiego udział Łaskiego niepewny), lacinska adaptacja utworu Ulricha von Huttena w formie dialogu
- Spraw i postępków rycerskich i przewagi opisanie krótkie, wydanie pośmiertnie: Lwów 1599, drukarnia M. Bernat; wyd. bezimienne S. Karliński; z rękopisu Muzeum Archeologicznego Wilno (w którym autorstwo przypisano J. Tarnowskiemu), wyd. M. Malinowski pt. Księgi o gotowości wojennej, w: S. Łaskiego, wojewody sieradzkiego, prace naukowe i dyplomatyczne, Wilno 1864; fragmenty przedr. (dla udowodnienia autorstwa): K. Estreicher Bibliografia polska XXI, 90-93; J. Krzyżanowski Proza polska wczesnego Renesansu 1510–1550, Warszawa 1954; (autorstwo S. Łaskiemu przypisał M. Malinowski, za nim: A. Brückner, K. Estreicher, W. Zakrzewski; wysuwano również możliwość autorstwa Hieronima Łaskiego)